# كاكسياس دو سول
كاكسياس دو سول (بالبرتغالية: Caxias do Sul‏) مدينة برازيلية تقع في ريو غراندي دو سول جنوب شرق البرازيل في منطقة سيرا جاوتشا الجبلية، تأسست المدينة سنة 1890 على ايدي مجموعة من المهاجرين الإيطاليين، يبلغ عدد سكان المدينة حسب إحصائيات سنة 2014 حوالي 474 ألف نسمة وهي ثاني أكبر مدن ولاية ريو غراندي، قبيل مجيء الإيطاليين للمدينة والذين ينحدر أغلبهم من منطقة فينيتو شمال إيطاليا كانت المنطقة التي تحتوي المدينة مسيطر عليها من قبل الهنود الحمر،إشتهرت المدينة ولا تزال بزراعة العنب المستعمل في إنتاج النبيذ، تحتوي المدينة على الحدائق والأسواق النشيطة .

## المناخ
يظهر الجدول التالي التغييرات المناخية على مدار السنة لكاكسياس دو سول:
| البيانات المناخية لـكاكسياس دو سول | البيانات المناخية لـكاكسياس دو سول | البيانات المناخية لـكاكسياس دو سول | البيانات المناخية لـكاكسياس دو سول | البيانات المناخية لـكاكسياس دو سول | البيانات المناخية لـكاكسياس دو سول | البيانات المناخية لـكاكسياس دو سول | البيانات المناخية لـكاكسياس دو سول | البيانات المناخية لـكاكسياس دو سول | البيانات المناخية لـكاكسياس دو سول | البيانات المناخية لـكاكسياس دو سول | البيانات المناخية لـكاكسياس دو سول | البيانات المناخية لـكاكسياس دو سول | البيانات المناخية لـكاكسياس دو سول |
| الشهر                              | يناير                              | فبراير                             | مارس                               | أبريل                              | مايو                               | يونيو                              | يوليو                              | أغسطس                              | سبتمبر                             | أكتوبر                             | نوفمبر                             | ديسمبر                             | المعدل السنوي                      |
| ---------------------------------- | ---------------------------------- | ---------------------------------- | ---------------------------------- | ---------------------------------- | ---------------------------------- | ---------------------------------- | ---------------------------------- | ---------------------------------- | ---------------------------------- | ---------------------------------- | ---------------------------------- | ---------------------------------- | ---------------------------------- |
| الدرجة القصوى °م (°ف)              | 34.6 (94.3)                        | 35.4 (95.7)                        | 33.4 (92.1)                        | 31.4 (88.5)                        | 28.4 (83.1)                        | 26.0 (78.8)                        | 28.2 (82.8)                        | 30.4 (86.7)                        | 32.5 (90.5)                        | 33.0 (91.4)                        | 33.9 (93.0)                        | 34.8 (94.6)                        | 35.4 (95.7)                        |
| متوسط درجة الحرارة الكبرى °م (°ف)  | 26.6 (79.9)                        | 26.5 (79.7)                        | 25.3 (77.5)                        | 22.3 (72.1)                        | 18.7 (65.7)                        | 17.3 (63.1)                        | 16.9 (62.4)                        | 19.1 (66.4)                        | 19.6 (67.3)                        | 21.9 (71.4)                        | 24.2 (75.6)                        | 25.9 (78.6)                        | 22.0 (71.6)                        |
| المتوسط اليومي °م (°ف)             | 21.2 (70.2)                        | 21.0 (69.8)                        | 19.9 (67.8)                        | 17.3 (63.1)                        | 14.1 (57.4)                        | 12.7 (54.9)                        | 12.1 (53.8)                        | 13.4 (56.1)                        | 14.2 (57.6)                        | 16.7 (62.1)                        | 18.4 (65.1)                        | 20.0 (68.0)                        | 16.8 (62.2)                        |
| متوسط درجة الحرارة الصغرى °م (°ف)  | 17.3 (63.1)                        | 17.4 (63.3)                        | 16.4 (61.5)                        | 13.8 (56.8)                        | 11.1 (52.0)                        | 9.5 (49.1)                         | 8.7 (47.7)                         | 9.7 (49.5)                         | 10.4 (50.7)                        | 12.7 (54.9)                        | 14.3 (57.7)                        | 16.0 (60.8)                        | 13.1 (55.6)                        |
| أدنى درجة حرارة °م (°ف)            | 5.1 (41.2)                         | 7.4 (45.3)                         | 5.2 (41.4)                         | 1.5 (34.7)                         | −1.6 (29.1)                        | −3.0 (26.6)                        | −3.0 (26.6)                        | −2.3 (27.9)                        | −1.6 (29.1)                        | 0.1 (32.2)                         | 3.9 (39.0)                         | 5.7 (42.3)                         | −3.0 (26.6)                        |
| الهطول مم (إنش)                    | 158.5 (6.24)                       | 154.9 (6.10)                       | 111.3 (4.38)                       | 120.4 (4.74)                       | 140.9 (5.55)                       | 156.0 (6.14)                       | 189.4 (7.46)                       | 145.1 (5.71)                       | 163.1 (6.42)                       | 178.7 (7.04)                       | 143.9 (5.67)                       | 140.5 (5.53)                       | 1٬802٫7 (70.97)                    |
| متوسط أيام هطول الأمطار (≥ 1.0 mm) | 13                                 | 11                                 | 10                                 | 9                                  | 10                                 | 10                                 | 11                                 | 10                                 | 10                                 | 12                                 | 11                                 | 11                                 | 128                                |
| متوسط الرطوبة النسبية (%)          | 77.4                               | 78.3                               | 79.9                               | 80.3                               | 81.6                               | 81.4                               | 78.4                               | 74.4                               | 76.3                               | 78.1                               | 76.1                               | 75.3                               | 78.1                               |
| ساعات سطوع الشمس الشهرية           | 204.0                              | 185.5                              | 191.5                              | 168.3                              | 150.4                              | 127.1                              | 143.6                              | 146.3                              | 145.4                              | 163.3                              | 199.2                              | 187.5                              | 2٬012٫1                            |
| المصدر: INMET                      |                                    |                                    |                                    |                                    |                                    |                                    |                                    |                                    |                                    |                                    |                                    |                                    |                                    |

## أعلام
- إمرسون أورلاندو دي ميلو
- غويلهيرمي فينكلر
- تيتي
- ألكسندرو بوزير
- بيدرو سيمون